# Station Soest (Duitsland)
Station Soest is een spoorwegstation in de Duitse plaats Soest. Het station werd op 4 oktober 1850 geopend.